# Костробетон
Костробетон, також відомий як гемплайм, або  коноплебетон (Hempcrete or hemplime), — це біокомпозитний матеріал, виготовлений з костриці конопель, змішаної з вапняним в'яжучім, з додаванням геополімерів. Він використовується для будівництва та ізоляції.

## Використання
Як правило, коноплебетон має хороші тепло- і звукоізоляційні властивості, але низькі механічні характеристики, зокрема, міцність на стиск. Механічні властивості коноплебетону, особливо при використанні в збірних блоках, діють як поглинач вуглецю протягом усього терміну служби. В результаті виходить легкий ізоляційний матеріал, фінішна штукатурка або ненесуча стіна, що ідеально підходить для більшості кліматичних зон, оскільки поєднує в собі ізоляцію і теплову масу, забезпечуючи при цьому позитивний вплив на довкілля.

## Переваги
1. Екологічність: Коноплі є одним з найбільш екологічних будівельних матеріалів, оскільки не потребує гербіцидів або пестицидів для вирощування.
2. Низький вуглецевий слід: Під час росту коноплі поглинають велику кількість вуглецю з повітря, що сприяє зменшенню парникового ефекту.
3. Відмінна ізоляція: Костробетон забезпечує чудову теплоізоляцію, що допомагає знизити енергоспоживання.
4. Вогнестійкість: Матеріал є вогнестійким, що підвищує безпеку будівель.
5. Стійкість до плісняви та шкідників: Костробетон не піддається впливу плісняви та шкідників.
6. Легкість: Матеріал є легким, що знижує витрати на транспортування та полегшує роботу на будівельному майданчику.

## Недоліки
1. Низька міцність на стиск: Костробетон не підходить для несучих конструкцій, тому використовується як заповнювач між дерев'яними подвійними каркасними системами розробленими спеціально під коноплебетон.
2. Повільне затвердіння: Матеріал потребує більше часу для затвердіння порівняно з традиційним бетоном.

## Властивості

### Механічні властивості
Зазвичай костробетон має низькі механічні характеристики. Костробетон є досить новим матеріалом і все ще вивчається. На механічні властивості коноплебетону впливають такі фактори, як розмір заповнювача, тип в'яжучого, пропорції в суміші, спосіб виготовлення, метод формування та енергія ущільнення. Всі дослідження показують варіабельність властивостей коноплебетону і визначають, що він чутливий до багатьох факторів.
Було проведено дослідження, яке фокусується на мінливості та статистичній значущості властивостей костробетону шляхом аналізу двох розмірів костробетонових колон з коноплями від двох різних дистриб'юторів в умовах нормального розподілу. Коефіцієнт дисперсії (COV) вказує на дисперсію експериментальних результатів і є важливим для розуміння мінливості властивостей конопляного бетону. Модуль Юнга постійно має високий COV у багатьох експериментах. Модуль Юнга коноплебетону становить 22,5 МПа. Модуль Юнга і міцність на стиск - це дві механічні властивості, які корелюють між собою.
Межа міцності на стиск зазвичай становить близько 0,3 МПа. Через нижчу межу міцності на стиск коноплебетон не може використовуватися для несучих елементів у будівництві. На щільність впливає кінетика висихання, при більшій питомій поверхні час висихання зменшується. При визначенні щільності слід враховувати розмір зразка і конопляних стружок.[4] У моделі щільність коноплебетону становить 415 кг/м3 із середнім коефіцієнтом дисперсії (COV) 6,4%.
Низька щільність матеріалу костробетону та стійкість до розтріскування під час руху роблять його придатним для використання в сейсмонебезпечних районах.  Стіни з костробетону повинні використовуватися разом з каркасом з іншого матеріалу, який підтримує вертикальне навантаження в будівництві, оскільки щільність коноплебетону на 15% перевищує щільність традиційного бетону.  Дослідження, проведені у Великобританії, показують, що приріст експлуатаційних характеристик між стінами товщиною 230 мм (9 дюймів) і 300 мм (12 дюймів) є незначним. Стіни з коноплебетону вогнестійкі, пропускають вологу, стійкі до плісняви і мають відмінні акустичні характеристики. Limecrete, Ltd. (Великобританія) повідомляє, що вогнестійкість становить 1 годину за британськими/європейськими стандартами .

### Термічні властивості
Коефіцієнт теплопровідності (опір теплопередачі) костробетону може коливатися від 0,67/см (1,7 дюйма) до 1,2/см (3,0 дюйма), що робить його ефективним ізоляційним матеріалом (чим вищий коефіцієнт теплопровідності, тим краща ізоляція). Пористість костробетону знаходиться в діапазоні від 71,1% до 84,3% за об'ємом. [Середня питома теплоємність коноплебетону становить від 1000 до 1700 Дж/(кг⋅К).  Суха теплопровідність коноплебетону становить від 0,05 до 0,138 Вт/(м⋅К).  Низька теплопровідність (1,48×10-7 м2/с) і коефіцієнт теплопровідності [286 Дж/(м2⋅К⋅с-1/2)] коноплебетону знижують здатність коноплебетону до активації теплової маси.
Коноплебетон має низьку теплопровідність, що коливається від 0,06 до 0,6 Вт м-1 К-1,  загальну пористість 68-80%  і щільність від 200 кг/м3 до 960 кг/м3. костробетон також є пористим матеріалом з високою проникністю водяної пари, а його загальна пористість дуже близька до відкритої пористості, що дозволяє йому поглинати значну кількість води.
Опір дифузії водяної пари конопляного бетону коливається від 5 до 25. Крім того, від 2 до 4,3 г/ (м2%RH), він вважається чудовим регулятором вологості. Він може поглинати відносну вологість, коли в житловому середовищі є надлишок, і віддавати її, коли є дефіцит.
Через велику різноманітність конопель, пористість відрізняється від одного виду до іншого, тому його теплоізоляційні властивості також варіюються. Чим нижча щільність, тим нижчий коефіцієнт теплопередачі, що є характеристикою ізоляційних матеріалів.  На трьох кубічних зразках коноплебетону після 28 днів сушіння було виміряно коефіцієнт теплопередачі за допомогою ISOMET 2114, портативної системи для вимірювання теплопередачі властивостей.Коноплебетон має коефіцієнт теплопередачі 0,0652 Вт/(м⋅К) і питому вагу 296 кг/м3. Слід звернути увагу на змішування коноплебетону, оскільки це впливає на властивості матеріалу. Необхідно провести подальші випробування в залежності від розміру зразка, щоб визначити вплив розміру на властивості коноплебетону.